# Sisyndite
- Commons
- Wikispecies

Sisyndite é um género botânico pertencente à família Zygophyllaceae.

## Espécies
- Sisyndite spartea

1. ↑  «Sisyndite — World Flora Online». www.worldfloraonline.org. Consultado em 19 de agosto de 2020